# 1607 год в науке
В 1607 году произошли различные научные и технологические события, некоторые из которых представлены ниже.

## События
- Кеплер провёл наблюдения появившейся кометы, которая позднее получила название «кометы Галлея»[1].
- Английская «Московская торговая компания» наняла капитана Генри Гудзона для поиска северного пути из Англии в Азию. В мае корабль Гудзона вышел в Северный Ледовитый океан, достиг Гренландии и попытался найти проход в Тихий океан, но ничего не обнаружил и осенью вернулся в Англию[2]. Впоследствии Гудзон руководил ещё четырьмя экспедициями с той же целью, но цели так и не достиг.

## Публикации
- Хорватский математик Марин Гетальдич сделал попытку восстановить утраченные главы «Конических сечений» Аполлония в своей книге «Supplementum Apollonii Galli seu exsuscitata Apollonii Pergaei Tactionum geometriae pars reliqua». В этом же годы он издал ещё один трактат: «Variorum problematum Collectio», который содержит решения 42 математических проблем[3].

## Родились
См. также: Категория:Родившиеся в 1607 году
- 26 ноября — Джон Гарвард, филантроп, в честь которого назван опекавшийся им Гарвардский университет (умер в 1638 году).
- (?) — шевалье де Мере, задача которого вызвала переписку между Блезом Паскалем и Пьером Ферма, в результате чего возникла теория вероятностей (умер в 1684 году)[4].

## Скончались
См. также: Категория:Умершие в 1607 году
- 6 января — Гвидобальдо дель Монте, итальянский философ и естествоиспытатель, друг и покровитель Галилея (род. в 1545 году)[5]
- 28 июня — Доменико Фонтана, итальянский архитектор, представитель раннего барокко (род. в 1543 году)[6].